# Oliver Podhorín
Oliver Podhorín (* 6. Juli 1992 in Michalovce) ist ein slowakischer Fußballspieler.

## Karriere
Podhorín begann seine Karriere beim MFK Zemplín Michalovce. 2012 rückte er in den Kader der zweitklassigen Kampfmannschaft auf. Mit dieser konnte er 2015 in die Fortuna liga aufsteigen.
Sein Debüt in der höchsten slowakischen Spielklasse gab er im Juli 2015, als er am ersten Spieltag der Saison 2015/16 gegen den FK AS Trenčín in der Startelf stand. Zu Saisonende hatte er 17 Einsätze in der Liga zu Buche stehen.
Im September 2016 erzielte er bei einem 3:2-Sieg gegen den TJ Spartak Myjava seinen ersten Treffer in der ersten slowakischen Liga. In der Saison 2016/17 absolvierte er zehn Partien in der Fortuna liga, in denen er einen Treffer erzielen konnte.
Zur Saison 2017/18 wechselte er zum Ligakonkurrenten FK Senica. Mit Senica konnte er in jener Saison erst in der Relegation gegen den MFK Skalica den Klassenerhalt fixieren.
Im Juli 2018 wechselte Podhorín zum österreichischen Zweitligisten SC Wiener Neustadt. Nach dem Zwangsabstieg von Wiener Neustadt kehrte er zur Saison 2019/20 in die Slowakei zurück, wo er sich dem Erstligisten FC Nitra anschloss. Nach zwei Spielzeiten ging er zu CWKS Resovia. 2022 stand er bei GKS 1962 Jastrzębie	unter Vertrag.